# Urs Felber
Pour les articles homonymes, voir Felber.
Urs Felber  (10 juillet 1942 - 26 avril 2010) est un homme d’affaires suisse, philanthrope et pionnier du design.

## Biographie
Felber est né en 1942 à Egerkingen, un petit village du canton de Soleure, d’un père ébéniste et d’une mère au foyer. Après avoir étudié au lycée, il devient officier dans l'armée suisse. De 1962 à 1965, il étudie l’ingénierie mécanique à l’EPF de Zurich. En 1964, il remplace un autre étudiant dans son stage de formation chez De Sede, alors une petite entreprise de production mobilière.
En 1979, il poursuit ses études académiques, obtenant un doctorat en design management à l’université Stanford en Californie et à l’université de Fribourg en Suisse. Il finit ses études avec mention honorifique. Il est l’auteur de Gestion systématique de la conception dans l’entreprise : fondamentaux et concepts, œuvre précurseur aux disciplines naissantes de gestion, science et méthodologie du design. Elle devient aussi une source de référence académique pour les disciplines allant de la gestion au design interactif.
Dans les années 1980, il devient partenaire et P-DG de Vitra Amérique, numéro un mondial dans le meuble.
Parallèlement à ses activités aux États-Unis, il devient directeur de conseil dans des sociétés prééminentes dans le monde du mobilier telles que Wilkhahn International, Wilkhahn Switzerland, Swissflex ou Team by Wellis.
En 2001, Urs Felber acquiert la société historique du mobilier suisse Dietiker AG appartenant alors à la chaîne de supermarchés Migros et elle devient en moins de dix ans une marque reconnue grâce à de nouveaux designs contemporains, gagnant des prix tels le Red Dot Design Award et Neocon Innovation Award. Dietiker devient numéro un en Suisse et en Europe dans le mobilier de contrat, l’ameublement de salles de conférences, de restaurants, ou de maisons de retraite.

## Prix
En 2002, Felber se voit remettre un doctorat honoris causa par l’université de Tel-Aviv pour ses accomplissements et son engagement culturel pour l’éducation en Israël.

## Décès
Urs Felber meurt d’un arrêt cardiaque suivant une acidose soudaine à l’hôpital Princesse Grâce de Monaco, le 26 avril 2010. Il est enterré dans sa ville natale à Egerkingen, Suisse.